# Llengües tepimanes
Les llengües tepimanes constitueixen un grup filogenètic dins de la família uto-asteca parlades pels grups pimes que s'estenen des d'Arizona al nord i Durango al sud.

## Classificació
Les llengües tepimanes es classifiquen així:
1. Pima
  1. O'odham (Pima alto, Pápago)
  2. Névome o Pima Bajo (Pima de la muntanya, névome)
2. Tepehuan
  1. Tepehuan septentrional
  2. Tepehuan meridional
3. Tepecano (†)

## Descripció lingüística

### Morfologia
Les llengües tepimanes són llengües aglutinants, en les paraules estan constituïdes per un nombre considerable d'afixos afegits a una arrel.

### Comparació lèxica
Els numerals en diferents varietats de llengües ga-dangme són:
| GLOSsA | Névome           | Névome   | Tepehuan              | Tepehuan       | PROTO- TEPIMAN |
| GLOSsA | Névome           | O'odham  | Del nord              | del Sud        | PROTO- TEPIMAN |
| ------ | ---------------- | -------- | --------------------- | -------------- | -------------- |
| '1'    | hɨmak            | hɨmako   | imo(ko)               | mɑːʔn          | *hɨma-k        |
| '2'    | goːk             | goːk     | goːka(du)             | goːk           | *goː-k         |
| '3'    | vaik             | waik     | vaik                  | βɑɪk           | *βai-k         |
| '4'    | maːkav           | giʔik    | maːko makoba          | ˈmɑːkoβ        | *maːkoβa       |
| '5'    | mavɨːs           | hɨtasp   | taːma                 | hiʃ.tʃɑˈmɑm    |                |
| '6'    | vusin            | tʃuːdp   | nadhami               | hiʃ.humˈmɑːʔn  |                |
| '7'    | (sieːt)          | wɨwaʔak  | kuvaːrakami           | hiʃ.humˈgoːk   |                |
| '8'    | ɡoko makav (2x4) | gigiʔik  | mamakoba (2x4)        | hiʃ.humˈβɑɪk   |                |
| '9'    | (nueːv)          | humuk    | tubuxtama             | hiʃ.humˈmɑːkoβ |                |
| '10'   | aipivɨːs         | wɨstmaːn | baixtama baivux taːma | mɑmˈbɨːʃ       |                |